# 5191 Paddack
5191 Paddack eller 1990 VO3 är en asteroid i huvudbältet som upptäcktes den 13 november 1990 av de båda japanska astronomerna Seiji Ueda och Hiroshi Kaneda i Kushiro. Den är uppkallad efter Stephen J. Paddack.
Asteroiden har en diameter på ungefär 13 kilometer och den tillhör asteroidgruppen Eos.